# Camil Doua
Camil Ould Doua (en árabe: كامل ولد الدوه‎; Burdeos, 23 de febrero de 2002) es un nadador competitivo mauritano. Clasificó para representar a Mauritania en los Juegos Olímpicos de París 2024.

## Biografía
Doua nació el 23 de febrero de 2002 en Francia; su padre es de Mauritania y ocupa un puesto como imán en una mezquita francesa. Tercero de cuatro hijos, creció en Francia y empezó a nadar a los cuatro o cinco años. Asistió a la escuela secundaria en el Lycée Vaclav Havel. Intentó clasificarse para los Juegos Olímpicos de Tokio 2020 en Mauritania, el país de origen de su padre, pero no pudo, ya que la ley mauritana en ese momento le exigía que renunciara a su ciudadanía francesa.
En 2020, el club de Doua, Cercle des Nageurs de Talence, cerró y dejó de nadar por un tiempo debido a la pandemia de COVID-19. Más tarde volvió a nadar y se unió al club Creps. En 2023, la ley mauritana había cambiado y pudo obtener la doble ciudadanía para representar al país en competencias internacionales. Se convirtió en campeón nacional de Mauritania y participó en el Campeonato Árabe de Natación de 2023. Camil ha establecido varios récords nacionales, incluso en las pruebas de 50 metros estilo libre, 100 metros estilo libre, 50 metros mosca y 50 metros espalda.
En una entrevista en Sud Ouest, describió la situación de la natación en Mauritania: «En Mauritania sólo hay fútbol. ¿Natación? No hay infraestructura, las únicas piscinas existentes son las de los hoteles». Dijo que su objetivo es «promover la natación en Mauritania tanto como sea posible» y se asoció con la Federación Mauritana de Natación en un proyecto para construir una piscina de tamaño olímpico en el país. En 2024, fue el único mauritano en el Campeonato Mundial de Natación, compitiendo en las pruebas de 50 y 100 metros estilo libre. También compitió en los Juegos Panafricanos de 2023, donde quedó quinto en los 100 metros estilo libre.
Doua se clasificó para los Juegos Olímpicos de París 2024 en la prueba de 100 m estilo libre y fue nombrado abanderado de Mauritania. En preparación para los Juegos Olímpicos, fue entrenado por el medallista olímpico francés Grégory Mallet, quien anteriormente había trabajado con Doua cuando era joven en Talence.